# Шоттен
Шоттен (нім. Schotten) — місто в Німеччині, знаходиться в землі Гессен. Підпорядковується адміністративному округу Гіссен. Входить до складу району Фогельсберг.
Площа — 133,56 км2. Населення становить 10 045 ос. (станом на 31 грудня 2020).